# 9742 Worpswede
9742 Worpswede (1987 WT1) là một tiểu hành tinh nằm phía ngoài của vành đai chính được phát hiện ngày 16 tháng 11 năm 1987 bởi F. Borngen ở Tautenburg.